# 喀山主教座堂 (莫斯科)
喀山主教座堂（俄语：Казанский собор (Москва)）是俄罗斯莫斯科的一座东正教教堂，位于红场东北角。原来的教堂已经在1936年被斯大林所毁，目前的建筑是1993年重建。

## 旧堂
1612年，在俄罗斯混乱时期的末期，波兰立陶宛联邦军队从莫斯科被赶走，德米特里·米哈伊洛维奇·波扎尔斯基将成功归功于喀山圣母像的庇护。由他私人出资，在莫斯科红场兴建一座敬礼喀山圣母的木质教堂，1625年首次在历史记录中提到。1632年毁于火灾后，沙皇米哈伊尔·费奥多罗维奇·罗曼诺夫下令另建一座砖砌圆顶教堂，1636年10月祝圣。
喀山大教堂是莫斯科最重要的教堂之一。每年在莫斯科从波兰-立陶宛获得解放的日子，举行由主教和沙皇领导的宗教游行。到17世纪末，教堂建筑扩大。
1936年，苏联准备在红场举行阅兵，斯大林下令拆除广场上的教堂。虽然华西里·柏拉仁诺教堂等其他教堂受保护幸免于难，但是喀山大教堂被拆毁。

## 重建
苏联倒台后，喀山大教堂成为第一座重建的教堂。然而，喀山圣母像只是副本，原作位于Yelokhovo 大教堂。